# Fernand Charron (1866-1928)
Pour les articles homonymes, voir Charron et Fernand Charron (homonymie).
Ferdinand dit Fernand Charron, né le 29 mai 1866 à Angers et mort le 13 août 1928 à Maisons-Laffitte, est un coureur cycliste et coureur automobile et industriel français. Il est le gendre d'Adolphe Clément-Bayard.
Il se dépeint lui-même ainsi dans La Vie au Grand Air: « 57 kilos 500 à 20 ans, et 58 kilos à 54 ans. 13 victoires en course à pied, 506 à bicyclette, bicycle et tricycle, dont 3 championnats de France sur piste, vitesse et fond, 4 grandes épreuves d'automobile, 193 courses de chevaux comme propriétaire, 265 courses de chevaux comme entraîneur, 76 courses de chevaux comme gentleman, dont un tiers contre les jockeys. Soit 1057 victoires sportives. » En outre, « il chante fort bien, aime beaucoup le billard, ne fume jamais, et sait se montrer galant homme ».

## Biographie

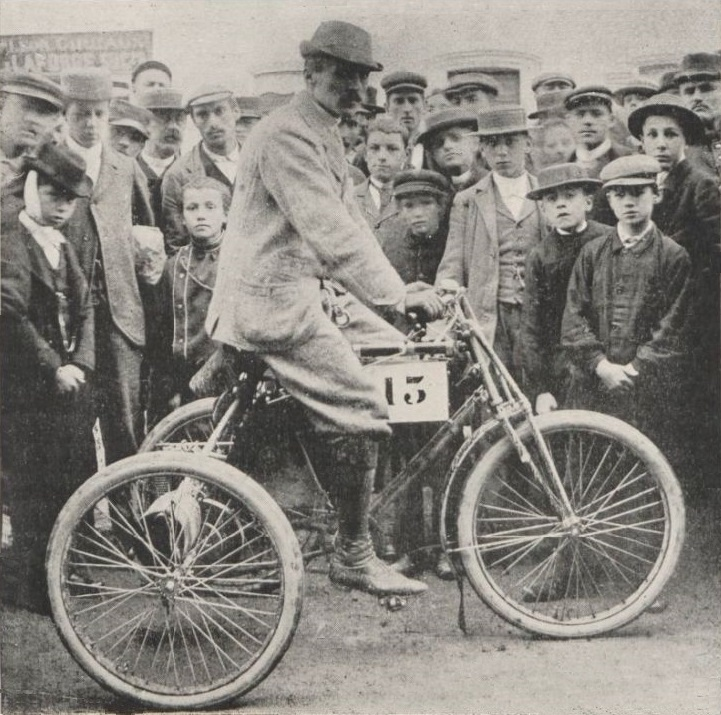
Fernand Charron deuxième du Critérium des Motocycles en 1897.

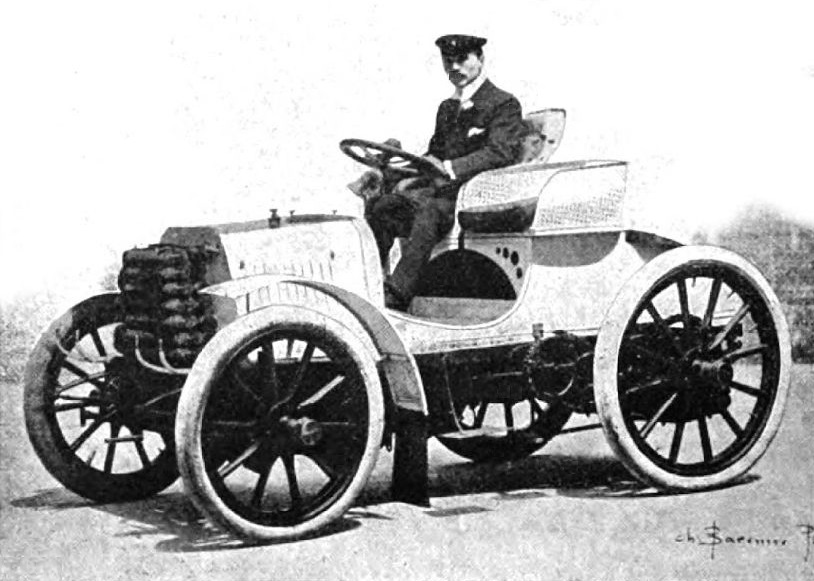
Fernand Charron, vainqueur de Paris-Amsterdam-Paris en 1898.

À 15 ans, il remporte en 1881 sa première course cycliste, sur un grand-bi Meyer à coussinets lissés (touchant pour prime 2 Francs, 50 centimes et un poulet vivant). En 1883, il gagne le Championnat de l'Ouest (il s'imposera dans celui-ci durant cinq années d'affilée). En 1886 il ajoute à son palmarès la Grande Internationale, puis en 1888 le Championnat de fond du V. C. A.. En 1890, il obtint des Prix à Amiens, Rennes, Màcon et Lyon. C'est l'époque où il prend le nom de plume de Lacmé dans la Revue du Sport Vélocypédique pour défendre le professionnalisme. Angers est son terrain de chasse privilégié, car outre ses championnats de l'Ouest, Charron gagne la Course Internationale d'Angers en 1886 et 1887 en Vitesse, puis en 1891 sur le mile. En 1888, il monte à Paris pour diriger l'agence de cycle Clément. 
En 1891, il remporte le championnat de France de demi-fond de cyclisme à Paris devant Henri Fournier et Henri Béconnais, après avoir été troisième du championnat de France de vitesse en 1886. Il est aussi Champion de France de tricycle sur 50 kilomètres à Paris, Champion de France de tricycle à Montélimar, et il termine également premier de la course Angers-Tours encore une fois devant Henri Fournier. La même année toujours, il est l'entraîneur de Jiel-Laval sur le parcours de Paris-Brest-Paris, arrivé deuxième. Il détient à l'époque le record mondial sur 5 miles, et les records de France des 10 kilomètres (1888 à Paris Arts lib.) et de l'heure (idem). Il brille aussi parfois sur longues distances, comme lors de la Course de quatre heures d'Angers à tricycle.
En décembre 1892, il est directeur pour la France de la marque cycliste anglaise Humber, puis en 1893, il fonde le vélodrome de la Seine à Levallois-Perret, avec Adolphe Clément et le populaire coureur cycliste d'alors Frédéric de Civry, qui décède dans l'année (double champion du monde en 1883). En 1895, Charron fonde la compagnie C.G.V. en vendant à l'époque des Panhard, Peugeot et De Dion sur l'Avenue de la Grande-Armée. Il ne dédaigne pas à l'occasion des courses de motocyles durant cette période.

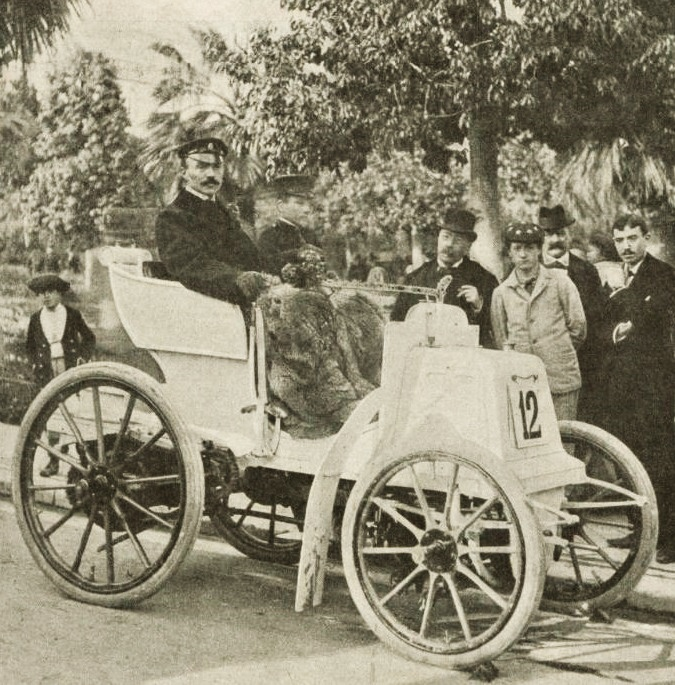
Fernand Charron, vainqueur de Marseille-Hyères-Nice, en mars 1898 sur Panhard (mécanicien Knowles, arrivée).

De 1896 (Paris-Marseille-Paris, sur de Dion-Bouton) à 1903 (deux dernières années sur C.G.V.), il participe à dix-neuf courses automobiles et en gagne quatre : Marseille–Nice et Paris–Amsterdam–Paris en 1898, Paris–Bordeaux en 1899 et la coupe Gordon Bennett en 1900 (sur un trajet Paris–Lyon, durant lequel Henri Fournier, né au Mans en 1871 et placé ultérieurement par ses soins chez son beau-père Clément, sera le mécanicien embarqué). En mai 1897, il mène Gaston Rivierre à la victoire lors du Bordeaux-Paris cycliste. Charon finit également deuxième de Paris-Bordeaux en 1898, troisième de Nice-Marseille en 1900, quatrième de Paris-Dieppe en 1897 et de Paris-Ostende en 1899, sixième de Paris-Berlin en 1901, et septième de Nice-Castellane-Nice en 1899. Il conduisait principalement des Panhard & Levassor (de 1897 à 1901).
En 1899, il conduit la voiture qui amène à la deuxième place du Bordeaux-Paris cycliste l'Allemand Josef Fischer. En 1901, il part avec son ami Léonce Girardot aux États-Unis pour assister à quelques courses sur la région de New York et notamment à Buffalo.
D'aspect frêle et bien habillé, il dirige la Société des vélocipèdes Clément Gladiator et Humber au Pré-Saint-Gervais (anciennes usines Darracq), puis devient constructeur automobile à l'ouest de Paris associé à Léonce Girardot et Émile Voigt en octobre 1897, les locaux déménageant dans du neuf à Puteaux en 1902 (société CGV pour société des Automobiles Charron-Girardot-Voigt, devenue Charron en 1906).

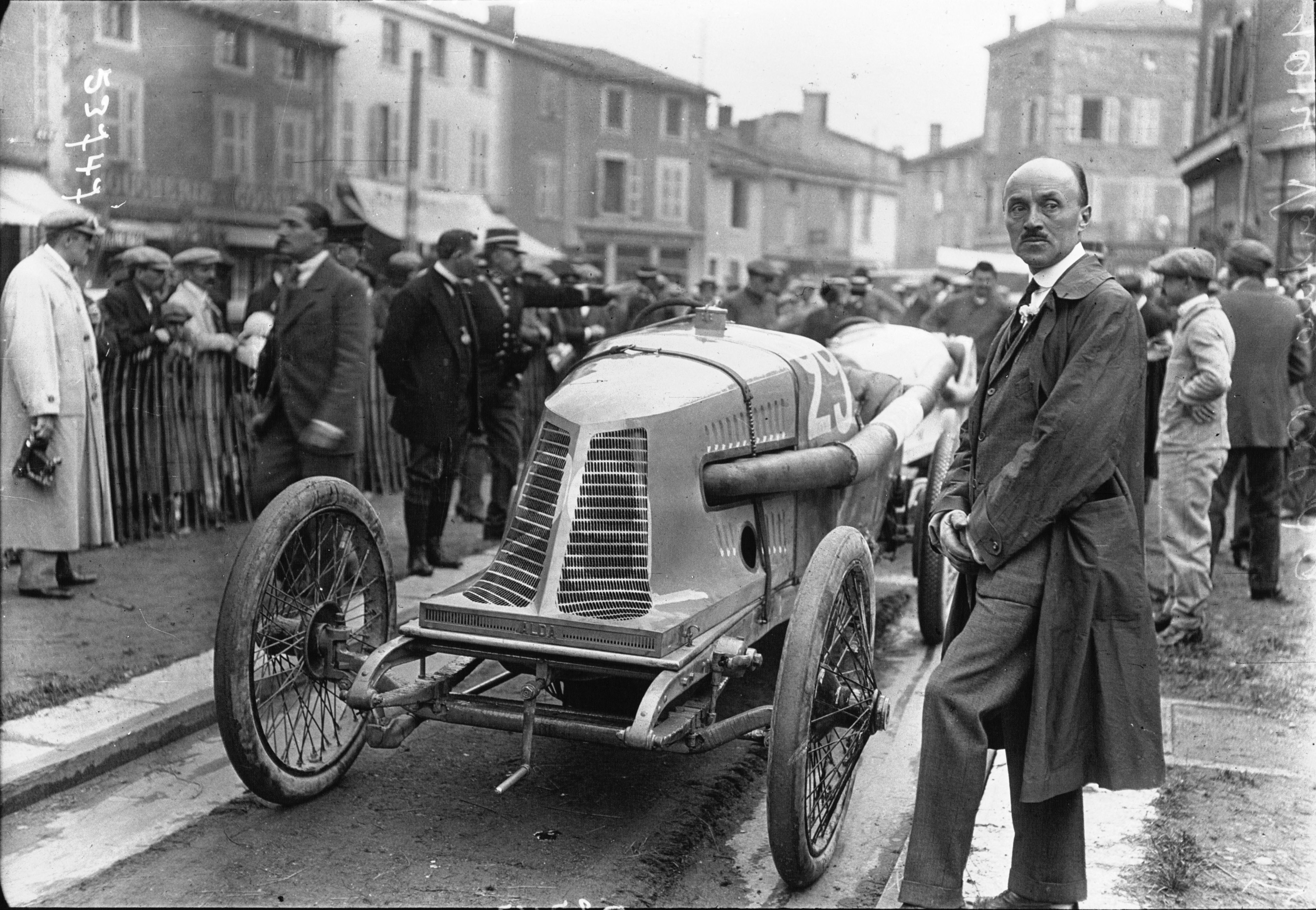
Fernand Charron au Grand Prix de l'ACF 1914, devant son Alda.

Fernand Charron se marie en 1907 et divorce avec Jeanne Clément, la seconde fille du constructeur de cycles et d'automobiles Adolphe Clément-Bayard. En 1912, il lance l'Alda (acronyme de « Ah ! La Délicieuse Automobile »), des voitures portant ce nom disputant la Coupe des Voiturettes 1913 et le Grand Prix de l'ACF 1914, avec Maurice Tabuteau, le futur journaliste sportif Henri Petit, Piero Pietro et Ferenc Szisz alors ex-pilote de Renault en Grand Prix.
Il meurt le 13 août 1928 dans sa propriété de Maisons-Laffitte et est inhumé à Angers,.

## Remarque
- Diversement classés entre 1886 et 1894 dans le championnat de France de vitesse et le championnat de France de demi-fond de cyclisme sur piste, Fernand Charron, Henri Debray (devenu précocement « Antony » sur les pistes), Henri Béconnais et Maurice Farman, du fait sans doute de la certitude de la rapidité de leurs réflexes, vont devenir rapidement tous les quatre des pilotes automobiles renommés, déjà habitués à se côtoyer lors de compétitions.

## Notes et références

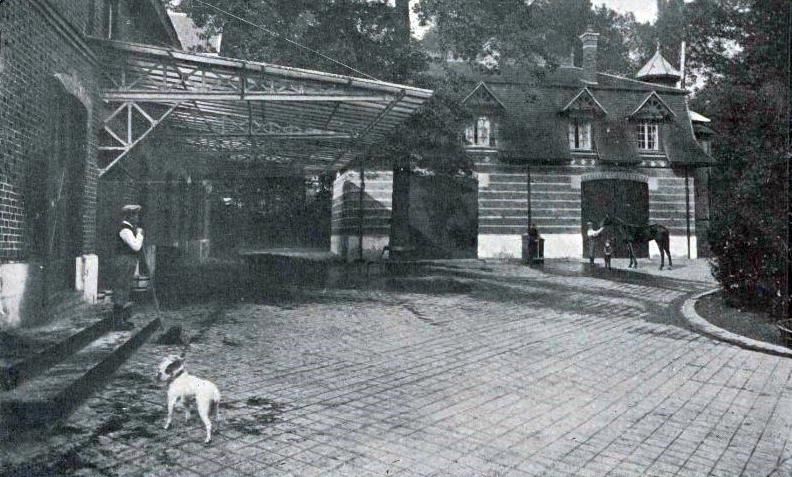
L'écurie équestre de Fernand Charron à Maisons-Laffitte en 1901 (à la villa angevine).

### Bibliographie

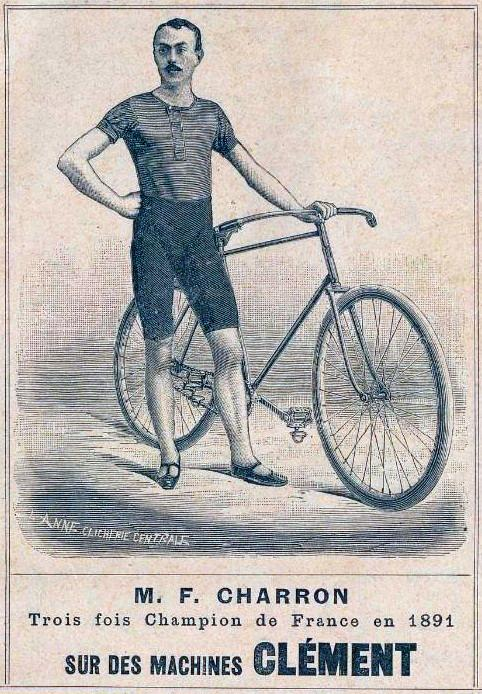
Fernand Charron en 1891.